# Arta din jocurile video
Arta din jocurile video este o formă specializată de artă pe calculator care folosește jocurile video ca mediu artistic. Arta din jocurile video implică de multe ori utilizarea unor versiuni patch sau modificate a jocurilor video sau refacerea jocurilor existente sau a structurilor de joc, cu toate acestea se bazează pe o gamă mai largă de tehnici artistice decât modificarea artistică și poate include, de asemenea, pictura, sculptura, intervenția asupra jocului și a performanțelor acestuia etc. Aceasta poate include, de asemenea, crearea de jocuri de artă, fie de la zero sau prin modificarea unor jocuri existente. Exemple notabile de jocuri video de artă:  Super Mario Clouds  și I Shot Andy Warhol (de Cory Arcangel),  proiectele lui Joseph Delappe, inclusiv Dead in Iraq și Salt Satyagraha Online: Gandhi's March to Dandi in Second Life.; jocurile produse de Molleindustria (Paolo Pedercini) Everyday the Same Dream, Unmanned  sau jocul Cow Clicker (de Ian Bogost).
Modificările artistice sunt frecvent posibile prin folosirea unor editori de nivel, deși există și alte tehnici. Unii artiști folosesc aplicații machinima pentru a produce opere de artă animate non-interactive.  
Ca și jocurile video, jocurile artistice modificate sunt adesea interactive și pot permite moduri de joc pentru  singleplayer sau multiplayer. Cele pentru multiplayer pot folosi rețelele de calculatoare pentru a dezvolta noi tipuri de interacțiune și de producție de artă colaborativă.

## Artiști notabili
1. Bill Viola (n. 1951, Statele Unite)
2. Björn Melhus (n. 1966, Germania)
3. Carina Hübner (n. 1978, Germania)
4. Chiho Aoshima (n. 1974, Japonia )
5. Christoph Draeger (n. 1965, Elveția)
6. Cory Arcangel (n. 1978, Statele Unite)
7. Davix (n. 1966, Elveția)
8. Fabrizio Plessi (n. 1940, Italia)
9. Guillaume Reymond (Elveția)
10. Invader (Franța)
11. Jona Hoier (n. 1982)
12. Jon Haddock (n. 1960, Statele Unite)
13. Julian Oliver (Noua Zeelandă)
14. Karin Pichler (n. 1980, Austria)
15. Kathleen Ruíz (n. 1962, Statele Unite)
16. Kristin Lucas (n. 1968, Statele Unite)
17. Lonnie Flickinger (n. 1968, Statele Unite)
18. Markus Murschitz (n. 1982, Austria)
19. Mathias Fuchs (n. 1956, Austria)
20. Matthias Zimmermann (n. 1981, Elveția)
21. Margarete Jahrmann (n. 1967, Austria)
22. Max Moswitzer (n. 1968, Austria)
23. Meike Schmidt (n. 1975, Germania)
24. Milo Tesselaar (n. 1982, Austria)
25. Miriam Mone (n.1983)
26. Natalie Bookchin (n. 1962, Statele Unite)
27. Norbert Bayer (Berlin)
28. Olaf Breuning (n. 1970, Elveția)
29. ParrenoPierre Huyghe (n. 1962, Franța)
30. Patrick Jean (Franța)
31. Paul Garrin (n. 1957, Statele Unite)
32. Peggy Ahwesh (n. 1954, Statele Unite)
33. Philippe Parreno (n. 1964, Algeria)
34. Roman Kirschner (n. 1975, Austria)
35. Stephan Bergmann (n. 1980, Austria)
36. Sylvie Fleury (n. 1961, Elveția)
37. Sylvia Eckermann (n. 1962, Austria)
38. Tilmann Reiff (n. 1971, Germania)
39. Tobias Bernstrup (n. 1970, Suedia)
40. Volker Morawe (n. 1970, Germania)
41. Ulrich Reiterer (n. 1982, Austria)
42. Yves Netzhammer (n.1970, Elveția)

## Centre culturale
- Australian Network for Art and Technology
- Center for Art and Media Karlsruhe
- Eyebeam Art and Technology Center
- Netherlands Media Art Institute
- NTT InterCommunication Center
- V2  Institute for the Unstable Media
- Revue virtuelle
- WORM
- Accademia di Belle Arti di Napoli
- School of the Art Institute of Chicago
- Rhizome at the New Museum